# Begonia siccacaudata
Begonia siccacaudata là một loài thực vật có hoa trong họ Thu hải đường. Loài này được J.Door. mô tả khoa học đầu tiên năm 2000.